# 神國 (日本)
神國，指日本是神造國家，天皇是太陽神天照大神子孫。有時亦以神州稱之。

## 概說
因為記紀中也説天皇是神後裔，所以萬世一系，也因日本是神造國家所以受神保护。
神國一字最早出自《日本書紀·神功皇后紀》，但在蒙古襲來和《神皇正统記》完成後才成为日本政治思想。
之後江戶时代日本國學進一步强調，在明治時代成立國家神道。
日本國憲法正式訂定後，神國思想被日本政府正式放棄，但是此思想還是持續的流傳於極右派和些許民間。